# Thionia rubrocostata
Thionia rubrocostata är en insektsart som först beskrevs av Maximilian Spinola 1839.  Thionia rubrocostata ingår i släktet Thionia och familjen sköldstritar. Inga underarter finns listade i Catalogue of Life.